# ألفونسو مارشال
ألفونسو مارشال (بالإنجليزية: Alfonso Marshall)‏ هو لاعب كرة قدم أمريكية أمريكي، ولد في 17 يناير 1981 في كلوستون في الولايات المتحدة.

## وصلات خارجية
- ألفونسو مارشال على موقع مرجع كرة القدم المحترفة.كوم (الإنجليزية)